# Act One
Act One es el álbum debut de la banda escocesa de rock: Beggar's Opera. Grabado en 1970, con la discográfica Vertigo Records. Este álbum tiene la estructura de contener elementos de música progresiva y música clásica.

## Grabación
El álbum se grabó en 1970, contando con cinco canciones de larga duración (excepto "Memory"). El primer tema de la canción empieza con la flauta de Marshall Erskine en una nota aguda de B, para luego empezar todos los instrumentos a tocar. Esta canción contiene solos armónicos de guitarra y teclados. Para la segundo canción, "Passacaglia", se comenzó con un riff en G menor, luego de los versos Ricky Gardiner empieza a hacer punteos semi-rápidos con la guitarra aumentando de tonos para luego ir a un riff grueso en E que sigue de un solo de guitarra también en E.

## Lista de temas
Todas las canciones escritas y compuestas por Beggar's Opera (a excepción de los sencillos "Poet and Peasant" y "Light Cavalry") que son originalmente del compositor Franz von Suppé.
| Act One |                                |          |  |
| N.º     | Título                         | Duración |  |
| 1.      | «Poet and Peasant»             | 07:10    |  |
| 2.      | «Passacaglia»                  | 07:04    |  |
| 3.      | «Memory»                       | 03:57    |  |
| 4.      | «Raymond's Road»               | 11:49    |  |
| 5.      | «Light Cavalry»                | 11:57    |  |
| 6.      | «Sarabande (del sencillo 71')» | 03:32    |  |
| 7.      | «Think (del sencillo 71')»     | 04:25    |  |
| 41:57   |                                |          |  |

## Personal
- Alan Park - teclados
- Marthin Griffiths - vocal
- Raymond Willson - batería
- Ricky Gardiner - guitarra eléctrica
- Marshall Erskine - bajo eléctrico, flauta

- Datos: Q19866541